# Blut (Album)
Blut ist das siebte Soloalbum des Düsseldorfer Rappers Farid Bang. Es erschien am 27. Mai 2016 über sein eigenes Label Banger Musik als Standard-Edition und Limited-Deluxe-Boxset, inklusive Bonussongs, Instrumentals, zwei DVDs, Comic, Autogrammkarte und T-Shirt.

## Produktion
Das Album wurde von den Musikproduzenten Juh-Dee, Joshimixu, Cool & Dre, The Heatmakerz, Undercover Molotov, Abaz, B-Case, Joznez, Johnny Illstrument, HNDRC, Phat Crispy, Jumpa und Bad Educated produziert.

## Gastbeiträge
Auf sechs bzw. neun Liedern des Albums treten neben Farid Bang weitere Künstler in Erscheinung. So haben die bei seinem Label Banger Musik unter Vertrag stehenden Rapper KC Rebell (Alles hat sein Sinn), Summer Cem (Russische Diät), Majoe (Real Madrid) und Jasko (Nach oben) jeweils einen Gastauftritt. Die US-amerikanischen Rapper Fat Joe und Juelz Santana sind auf den Songs Escobar bzw. Blut auf dem Asphalt zu hören, während Farid Bangs langjähriger Kollabopartner Kollegah auf Jebemti Majku vertreten ist. Außerdem sind die Stücke Wer hat etwas anderes gesagt und Schutzweste Zusammenarbeiten mit den Sängern Xavier Naidoo bzw. Julian Williams. Des Weiteren arbeitet Farid Bang auf Nach oben mit dem Rapper Al-Gear zusammen. Im Lied Das letzte Mal im Leben wirkt Sarah Joelle Jahnel mit.

## Covergestaltung
Das Albumcover zeigt Farid Bang, der vor einem brennenden Auto steht. Er trägt einen schwarzen Hoodie sowie ein rotes Tuch vor dem Mund und sieht den Betrachter an. Im oberen Teil des Bildes befinden sich die grauen Schriftzüge Banger Musik präsentiert und Farid Bang sowie der Titel Blut in Rot. Das Cover wurde von dem Fotografen Denis Ignatov angefertigt in Zusammenarbeit mit dem Illustrator Adopekid.

## Titelliste
| #  | Titel                          | Gastmusiker         | Produzenten                       | Länge |
| -- | ------------------------------ | ------------------- | --------------------------------- | ----- |
| 1  | 100 Bars                       |                     | Juh-Dee                           | 5:13  |
| 2  | Das Imperium schlägt zurück    |                     | The Heatmakers                    | 4:11  |
| 3  | Russische Diät                 | Summer Cem          | Undercover Molotov, Juh-Dee       | 3:30  |
| 4  | Koma                           |                     | Joshimixu, Bad Educated           | 3:27  |
| 5  | Escobar                        | Fat Joe             | Juh-Dee                           | 3:44  |
| 6  | Schutzweste                    | Julian Williams     | Abaz                              | 4:19  |
| 7  | Nicht vergessen                |                     | Joshimixu, Bad Educated           | 3:16  |
| 8  | Wer hat etwas anderes gesagt   | Xavier Naidoo       | Joshimixu                         | 3:58  |
| 9  | Alles hat sein Sinn            | KC Rebell           | Cool & Dre                        | 3:50  |
| 10 | Bentley                        |                     | Juh-Dee                           | 3:07  |
| 11 | Gangstabossrap                 |                     | Joznez, Johnny Illstrument        | 3:14  |
| 12 | Jebemti Majku                  | Kollegah            | Phat Crispy                       | 3:23  |
| 13 | Gerichtsrapskit                |                     | Jumpa                             | 1:29  |
| 14 | Das letzte Mal im Leben        | Sarah Joelle Jahnel | Undercover Molotov                | 3:37  |
| 15 | Immer noch ins Gesicht schauen |                     | Joznez, Johnny Illstrument, HNDRC | 3:38  |

Bonussongs der iTunes- und Limited-Deluxe-Edition:
| #  | Titel                | Gastmusiker       | Produzenten | Länge |
| -- | -------------------- | ----------------- | ----------- | ----- |
| 16 | Real Madrid          | Majoe             | B-Case      | 3:27  |
| 17 | Blut auf dem Asphalt | Juelz Santana     | Juh-Dee     | 3:38  |
| 18 | Nach oben            | Jasko und Al-Gear | B-Case      | 4:11  |
| 19 | Creed                |                   | Juh-Dee     | 3:14  |

## Chartplatzierungen und Singles
Blut stieg am 3. Juni 2016 auf Platz 2 in die deutschen Albumcharts ein und konnte sich zehn Wochen in den Top 100 halten. In Österreich und der Schweiz erreichte es die Spitze der Charts. In den deutschen Albumcharts des Jahres 2016 belegte es Rang 45 und in den Hip-Hop-Jahrescharts Platz 9.
Am 31. März 2016 wurde ein Musikvideo zur ersten Single 100 Bars veröffentlicht. Die zweite Auskopplung Jebemti Majku folgte am 15. April, bevor am 28. April 2016 der Song Das letzte Mal im Leben erschien. Am 12. und 24. Mai 2016 wurden zudem Videos der Tracks Russische Diät bzw. Immer noch ins Gesicht schauen veröffentlicht. Des Weiteren erschien am 2. Juni ein Musikvideo zu einem Remix des Lieds Koma, auf dem auch der Rapper 18 Karat vertreten ist. Am 26. Juni 2016 wurde zudem ein Video zum Song Nicht vergessen veröffentlicht.

## Rezeption
| Professionelle Bewertungen | Professionelle Bewertungen |
| -------------------------- | -------------------------- |
| Kritiken                   |                            |
| Quelle                     | Bewertung                  |
| laut.de                    | [ 6 ]                      |
| rappers.in                 | [ 7 ]                      |

Auf der Internetseite laut.de bewertete Dani Fromm Blut nur mit einem von möglichen fünf Punkten. Die Themen seien vorhersehbar und einfallslos, wobei besonders die vermeintlich tiefgründigen Lieder und die Auftritte der Gastsänger Xavier Naidoo und Julian Williams kritisiert werden.
Oliver Marquart von der Internetseite rap.de bescheinigte dem Album mehr Frische als dem Vorgänger Asphalt Massaka 3. Dies liege vor allem daran, dass die Beats deutlich stärker und vielschichtiger seien. Farid Bang setze zwar größtenteils weiterhin auf den bewährten Gangsta-Rap, bringe aber durch einige tiefgründige Songs mehr Abwechslung hinein.